# Lissonota punctipleuris
Lissonota punctipleuris là một loài tò vò trong họ Ichneumonidae.